# 3704 Gaoshiqi
3704 Gaoshiqi (1981 YX1) là một tiểu hành tinh vành đai chính.